# 30. Międzynarodowy Festiwal Filmowy w Cannes
30. Międzynarodowy Festiwal Filmowy w Cannes odbył się w dniach 13–27 maja 1977 roku. Imprezę otworzył pokaz włoskiego filmu Komnata biskupa w reżyserii Dino Risiego.
Jury pod przewodnictwem włoskiego reżysera Roberta Rosselliniego przyznało nagrodę główną festiwalu, Złotą Palmę, włoskiemu filmowi We władzy ojca w reżyserii Paola i Vittoria Tavianich.

## Jury Konkursu Głównego
- Roberto Rossellini, włoski reżyser − przewodniczący jury[3]
- N'sougan Agblemagnon, togijski dyplomata i wykładowca akademicki
- Anatole Dauman, francuski producent filmowy
- Jacques Demy, francuski reżyser
- Carlos Fuentes, meksykański pisarz
- Benoîte Groult, francuska pisarka
- Pauline Kael, amerykańska krytyczka filmowa
- Marthe Keller, szwajcarska aktorka
- Jurij Ozierow, rosyjski reżyser

## Filmy na otwarcie i zamknięcie festiwalu
|             | Tytuł           | Reżyseria       | Kraj              |
| ----------- | --------------- | --------------- | ----------------- |
| Otwierający | Komnata biskupa | Dino Risi       | Włochy            |
| Zamykający  | Na lodzie       | George Roy Hill | Stany Zjednoczone |